# Automeris curitiba
Automeris curitiba är en fjärilsart som beskrevs av William Schaus 1921. Automeris curitiba ingår i släktet Automeris och familjen påfågelsspinnare. Inga underarter finns listade i Catalogue of Life.